# 王一陽
王一陽（1510年—？），字子復，直隸揚州府江都縣人，軍籍，明朝政治人物。賜進士出身。

## 生平
嘉靖四年（1525年）乙酉科應天府鄉試第一百十四名舉人。嘉靖二十三年（1544年）中式甲辰科會試第一百五名，登第二甲第八十八名進士。官刑部主事。

## 家族
曾祖王珏，壽官；祖父王輔，知縣；父王遷，監生。母孫氏；繼母林氏。慈侍下。